# Rebecca Northan
Rebecca Northan est une actrice canadienne née à Calgary (Canada).
Elle remporta le prix de la meilleure improvisatrice aux Canadian Comedy Awards 2012.

## Théâtre

### Créations
- 2007 : Blind Date (meilleure pièce comique aux Canadian Comedy Awards 2012 ; encore joué occasionnellement)
- 2014 : Legend Has It (Alberta Theatre Projects en avril 2014 et novembre-décembre 2015)
- 2015 : Troublemaker
- 2016 : Slipper: a distinctly Calgarian Cinderella

### En tant que comédienne
- 2014 : Make Mine Love
- 2015 : Sextet

## Filmographie
- 1999 : Just for Laughs
- 2001 : The Endless Grind (série TV)
- 2002 : Liquid Soapz (série TV)
- 2003 : The Joe Blow Show (série TV) : Darla
- 2004 : The 5th Annual Canadian Comedy Awards (TV) : Nominee (Female Improviser)
- 2006 : Alice, I Think (sitcom)
- 2007 : Le Merveilleux Magasin de M. Magorium : Ellie Applebaum, The Mom